# Zibqin
Zibqin è un villaggio nel Libano meridionale, situato 103 chilometri a sud della capitale Beirut, nel distretto di Tiro. La città vecchia contiene rovine romane e greche. 
La città contiene le seguenti famiglie: Bzeih, Sleibe, Barakat e Aatwi (عطوي). È famosa per il tabacco e le olive, è formata da oltre 600 case e ha una popolazione di 3000 persone. La maggior parte del paese è stata danneggiata nel 2006 durante la guerra del Libano. 
Il nome è di origine non-semita. Secondo l'ipotesi più accreditata, deriva da ZEBU-Kine che significa "mandria di vacche".
La municipalità ha stretto un "patto d'amicizia" con la città di Grosseto